# Ghiacciai dell'Antartide (I-Z)

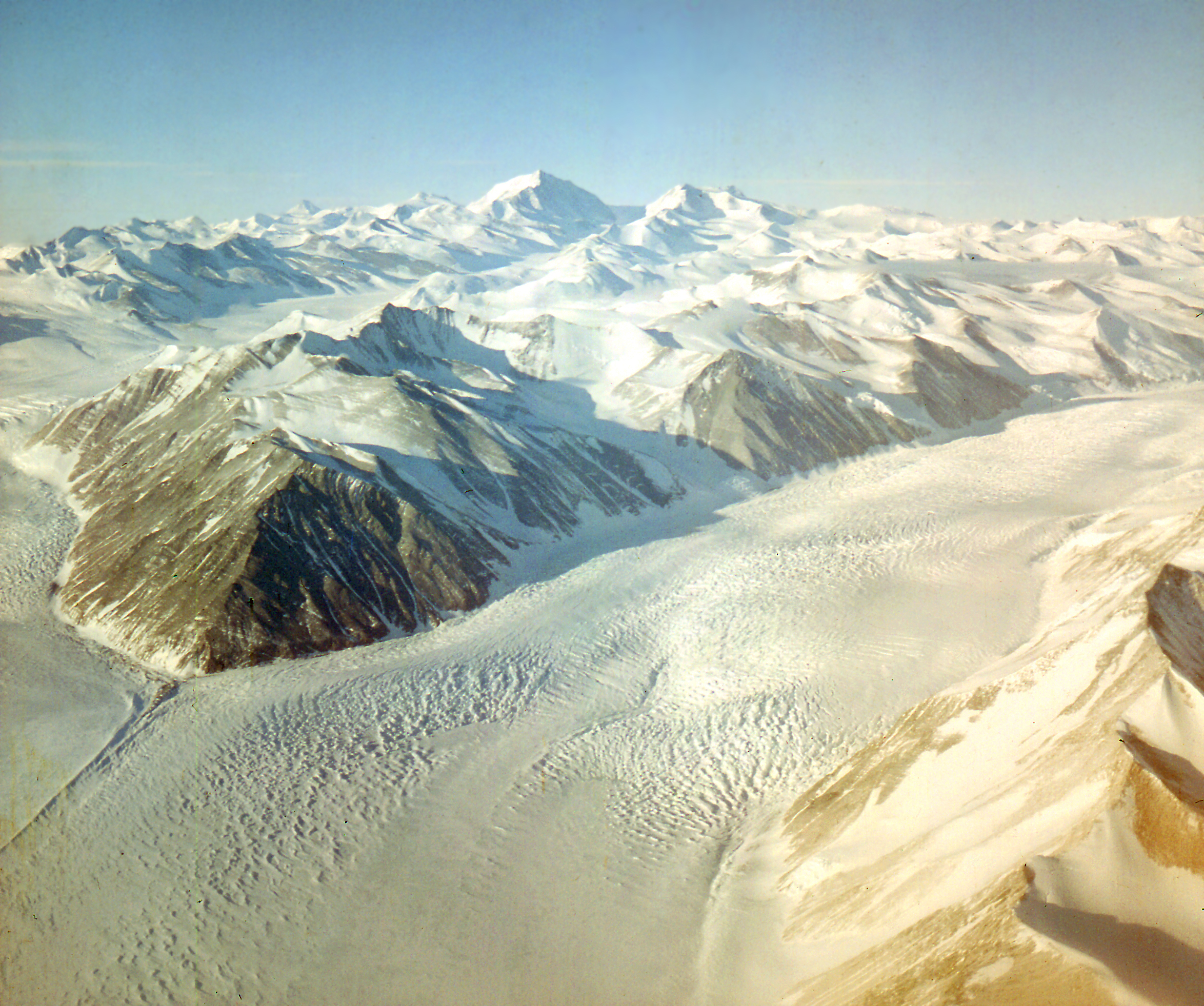
Vista aerea del ghiacciaio Beardmore nel 1956.

Questa lista dei ghiacciai dell'Antartide comprende le formazioni la cui iniziale è compresa tra la lettera I e la lettera Z. La lista non include le calotte di ghiaccio, le cappe di ghiaccio e i campi di ghiaccio, ma include le formazioni glaciali che sono definite dai loro flussi. Questa lista include ghiacciai di sbocco, ghiacciai vallivi, ghiacciai di circo, ghiacciai di bassa costa e flussi di ghiaccio. Questi ultimi sono da considerarsi a tutti gli effetti un tipo di ghiacciaio, tant'è che molti di loro hanno la parola "ghiacciaio" nel loro nome, uno su tutti il ghiacciaio Pine Island (così chiamato in onore della USS Pine Island (AV-12)).
Nella lista non sono inoltre incluse le piattaforme di ghiaccio, elencate in un'altra apposita lista.
Va inoltre specificato che i ghiacciai qui elencati sono quelli che si trovano ad una latitudine maggiore di 60°S, ossia oltre la latitudine che, stando al Trattato Antartico, delimita l'Antartide.

## La lista dalla I alla Z
| Nome del ghiacciaio                                      | Coordinate             | Lunghezza km | Larghezza km |
| -------------------------------------------------------- | ---------------------- | ------------ | ------------ |
| Ghiacciaio Icebreaker                                    | 73°37′S 166°10′E       | 27           |              |
| Ghiacciaio Ice Gate                                      | 64°54′S 62°45′W        |              |              |
| Ghiacciaio Ichime                                        | 68°23′S 42°08′E        |              |              |
| Ghiacciaio Il Polo                                       | 69°50′S 74°54′E        |              |              |
| Ghiacciaio Iliad                                         | 64°27′S 63°27′W        |              |              |
| Ghiacciaio Iliev                                         | 69°28′S 71°36′W        | 5            |              |
| Ghiacciaio Ineson                                        | 64°04′S 58°22′W        |              |              |
| Ghiacciaio Ingham                                        | 72°50′S 168°38′E       | 5            |              |
| Flusso di ghiaccio dell'Istituto                         | 82°00′S 75°00′W        |              |              |
| Ghiacciaio Ironside                                      | 72°08′S 169°40′E       | 48           |              |
| Ghiacciaio Irvine                                        | 74°42′S 63°15′W        | 74           |              |
| Ghiacciaio Irving                                        | 76°13′S 160°16′E       |              |              |
| Ghiacciaio Irwin                                         | 71°07′S 163°25′E       |              |              |
| Ghiacciaio Isbrecht                                      | 72°14′S 100°46′W       |              |              |
| Ghiacciaio Ising                                         | 72°24′S 0°57′E         |              |              |
| Ghiacciaio Iskar                                         | 62°38′S 59°59′W        | 3            | 4,4          |
| Ghiacciaio Jaburg                                        | 82°42′S 53°25′W        |              |              |
| Ghiacciaio Jacobel                                       | 77°44′S 148°17′W       | 48           |              |
| Ghiacciaio Jacobsen                                      | 82°58′S 167°05′E       |              |              |
| Ghiacciaio Jacoby                                        | 75°48′S 132°06′W       |              |              |
| Ghiacciaio Jeffries                                      | 79°02′S 28°12′W        | 15           |              |
| Ghiacciaio Jennings                                      | 71°57′S 24°22′E        | 17           |              |
| Ghiacciaio Jeroboam                                      | 65°38′S 62°40′W        |              |              |
| Ghiacciaio Johnston                                      | 74°25′S 62°20′W        |              |              |
| Ghiacciaio Jorda                                         | 81°18′S 159°49′E       | 30           |              |
| Ghiacciaio Joughin                                       | 73°46′S 62°24′W        |              |              |
| Ghiacciaio Judith                                        | 80°29′S 158°49′E       | 17           |              |
| Ghiacciaio Jutland                                       | 71°55′S 166°12′E       | 33           |              |
| Ghiacciaio Jutulstraumen                                 | 71°35′S 0°30′W         | 220          |              |
| Ghiacciaio Kaliakra                                      | 62°35′S 60°10′W        | 7            | 8,5          |
| Flusso di ghiaccio Kamb                                  | 82°15′S 145°00′W       |              |              |
| Ghiacciaio Kamchiya                                      | 62°37′S 60°31′W        | 2,2          | 4,6          |
| Ghiacciaio Kamp                                          | 71°45′S 25°24′E        | 13           |              |
| Ghiacciaio Kannheiser                                    | 72°10′S 101°42′W       | 7            |              |
| Ghiacciaio Kansas                                        | 85°42′S 134°30′W       | 46           |              |
| Ghiacciaio Karasura                                      | 78°48′42″S 85°47′50″W  | 7,2          | 2,7          |
| Ghiacciaio Kasabova                                      | 63°56′S 59°55′W        | 6            |              |
| Ghiacciaio Kashin                                        | 67°38′S 66°35′W        | 8            | 2,7          |
| Ghiacciaio Kasumi                                        | 68°20′S 42°21′E        |              |              |
| Ghiacciaio Kauffman                                      | 71°15′S 61°18′W        | 12,5         |              |
| Ghiacciaio Kellogg                                       | 71°51′S 62°41′W        | 17           |              |
| Ghiacciaio Kelly                                         | 72°19′S 168°55′E       |              |              |
| Ghiacciaio Keltie                                        | 84°53′S 170°20′E       | 48           |              |
| Ghiacciaio Kenney                                        | 63°25′S 57°02′W        | 1,7          |              |
| Ghiacciaio Kent                                          | 82°50′S 163°10′E       | 30           |              |
| Ghiacciaio Ketchum                                       | 75°00′S 63°45′W        | 80           |              |
| Ghiacciaio Keys                                          | 74°48′S 114°00′W       |              |              |
| Ghiacciaio Kichenside                                    | 67°46′S 47°36′E        | 24           |              |
| Ghiacciaio Kirk                                          | 72°02′S 169°09′E       |              |              |
| Ghiacciaio Kirkby                                        | 70°43′S 166°09′E       | 32           |              |
| Ghiacciaio Kladorub                                      | 64°39′S 60°37′W        | 14           | 3,5          |
| Ghiacciaio Klebelsberg                                   | 67°23′S 66°19′W        | 7            | 2            |
| Ghiacciaio Klein                                         | 86°48′S 150°00′W       |              |              |
| Ghiacciaio Kleptuza                                      | 64°36′S 63°16′W        | 6            |              |
| Ghiacciaio Koettlitz                                     | 78°15′S 164°15′E       |              |              |
| Ghiacciaio Kohler                                        | 74°55′S 113°45′W       |              |              |
| Ghiacciaio Kokora                                        | 65°27′S 62°25′W        | 13           | 1,5          |
| Ghiacciaio Kolosh                                        | 65°45′S 64°19′W        | 6,7          | 3,6          |
| Ghiacciaio Kom                                           | 67°54′S 66°43′W        | 10           | 8            |
| Ghiacciaio Koms                                          | 72°03′S 25°18′E        | 8            |              |
| Ghiacciaio Kongur                                        | 62°54′S 62°26′W        | 2,7          |              |
| Ghiacciaio Kopsis                                        | 78°03′20″S 85°16′00″W  | 13           | 4            |
| Ghiacciaio Koriten                                       | 66°47′S 66°29′W        | 5,5          | 1,3          |
| Ghiacciaio Kornicker                                     | 78°43′S 84°35′W        |              |              |
| Ghiacciaio Krank                                         | 83°08′S 162°05′E       | 9            |              |
| Ghiacciaio Krapets                                       | 64°27′S 61°21′W        | 3,5          |              |
| Ghiacciaio Krebs                                         | 64°38′S 61°31′W        |              |              |
| Ghiacciaio Kreitzer (Terra della Principessa Elisabetta) | 70°22′S 72°36′E        |              |              |
| Ghiacciaio Kreitzer (Terra della Regina Maud)            | 72°13′S 22°10′E        | 15           |              |
| Ghiacciaio Krivodol                                      | 62°59′S 62°29′W        | 3,8          |              |
| Ghiacciaio Kubitza                                       | 70°24′S 63°11′W        |              |              |
| Ghiacciaio Kutlovitsa                                    | 65°43′S 62°47′W        | 9,4          | 4,2          |
| Ghiacciaio Lambert                                       | 71°00′S 70°00′E        | 420          | 130          |
| Ghiacciaio Lammers                                       | 68°37′S 66°10′W        |              |              |
| Ghiacciaio Land                                          | 75°40′S 141°45′W       | 56           |              |
| Ghiacciaio Landreth                                      | 63°01′S 62°32′W        | 2,3          |              |
| Ghiacciaio Langevad                                      | 73°08′S 168°50′E       |              |              |
| Ghiacciaio Langflog                                      | 72°06′S 4°14′E         | 14           |              |
| Ghiacciaio Langhovde                                     | 69°13′S 39°47′E        | 15           |              |
| Ghiacciaio Langskavlen                                   | 72°01′S 14°29′E        |              |              |
| Ghiacciaio Law                                           | 84°03′S 162°00′E       | 50           |              |
| Ghiacciaio Lawrie                                        | 66°04′S 64°36′W        |              |              |
| Ghiacciaio Laws                                          | 60°38′S 45°38′W        |              |              |
| Ghiacciaio Le Couteur                                    | 84°42′S 170°30′W       | 28           |              |
| Ghiacciaio Leap Year                                     | 71°42′S 164°15′E       |              |              |
| Ghiacciaio Leay                                          | 65°10′S 63°57′W        |              |              |
| Ghiacciaio Lennon                                        | 69°12′S 71°59′W        |              |              |
| Ghiacciaio Lennox-King                                   | 83°25′S 168°00′E       | 70           |              |
| Ghiacciaio Lensen                                        | 72°18′S 166°48′E       | 17           |              |
| Ghiacciaio Leonardo                                      | 64°42′S 61°58′W        |              |              |
| Ghiacciaio Leppard                                       | 65°58′S 62°30′W        |              |              |
| Ghiacciaio Lerchenfeld                                   | 77°55′S 34°15′W        |              |              |
| Ghiacciaio Lesicheri                                     | 65°09′S 62°20′W        | 7            | 3            |
| Ghiacciaio Letnitsa                                      | 63°03′S 62°36′W        | 1,8          |              |
| Ghiacciaio Lever                                         | 65°30′S 63°40′W        | 10           |              |
| Ghiacciaio Leverett                                      | 85°38′S 147°35′W       | 80           |              |
| Ghiacciaio Levko                                         | 77°25′S 96°02′W        |              |              |
| Ghiacciaio Lewis                                         | 67°45′S 65°40′W        |              |              |
| Ghiacciaio Lieske                                        | 80°05′S 156°50′E       | 27           |              |
| Ghiacciaio Lillie                                        | 70°45′S 163°55′E       | 160          |              |
| Ghiacciaio Lind                                          | 65°23′S 64°01′W        |              |              |
| Ghiacciaio Linder                                        | 71°44′S 163°03′E       |              |              |
| Ghiacciaio Line                                          | 72°59′S 167°50′E       |              |              |
| Ghiacciaio Linehan                                       | 83°15′S 162°41′E       | 20           |              |
| Ghiacciaio Liotard                                       | 66°37′S 139°30′E       | 11           | 6            |
| Ghiacciaio Lipen                                         | 64°29′S 63°17′W        | 5            |              |
| Ghiacciaio Litz                                          | 72°07′S 99°04′W        |              |              |
| Ghiacciaio Liv                                           | 84°55′S 168°00′W       | 64           |              |
| Ghiacciaio Lliboutry                                     | 67°30′S 66°46′W        |              |              |
| Ghiacciaio Long                                          | 72°30′S 96°43′W        | 15           |              |
| Ghiacciaio Lord                                          | 75°12′S 138°41′W       | 11           |              |
| Ghiacciaio Lovejoy                                       | 70°48′S 160°10′E       |              |              |
| Ghiacciaio Lowery                                        | 82°35′S 162°15′E       | 90           |              |
| Ghiacciaio Lucchitta                                     | 74°24′S 99°56′W        | 37           |              |
| Ghiacciaio Lucy                                          | 82°24′S 158°25′E       |              |              |
| Ghiacciaio Luke                                          | 65°42′S 64°02′W        | 22           |              |
| Ghiacciaio Lunde                                         | 71°53′S 6°15′E         | 46           |              |
| Ghiacciaio Lurabee                                       | 69°15′S 63°37′W        | 50           |              |
| Flusso di ghiaccio MacAyeal                              | 80°00′S 143°00′W       |              |              |
| Ghiacciaio MacKinnon                                     | 71°32′S 162°13′E       |              |              |
| Ghiacciaio Magura                                        | 62°40′S 60°00′W        | 1,9          | 3,5          |
| Ghiacciaio Mahaffey                                      | 72°18′S 96°26′W        |              |              |
| Ghiacciaio Maitland                                      | 68°43′S 65°00′W        |              |              |
| Ghiacciaio Malorad                                       | 63°34′S 58°43′W        | 14           | 10,5         |
| Ghiacciaio Manhaul                                       | 72°24′S 169°45′E       |              |              |
| Ghiacciaio Maniscalco                                    | 67°51′S 67°12′W        |              |              |
| Ghiacciaio Manolov                                       | 69°18′50″S 70°56′10″W  | 3            | 1,3          |
| Ghiacciaio Man-o-war                                     | 72°04′S 168°03′E       |              |              |
| Ghiacciaio Mapple                                        | 65°25′S 62°15′W        | 24           |              |
| Ghiacciaio Marchetti                                     | 77°09′32″S 161°29′42″E |              |              |
| Ghiacciaio Marck                                         | 72°16′S 97°02′W        |              |              |
| Ghiacciaio Marin                                         | 76°04′S 162°22′E       |              |              |
| Ghiacciaio Mariner                                       | 73°15′S 167°30′E       | 100          | 27           |
| Ghiacciaio Marla                                         | 64°00′30″S 58°53′00″W  | 14           | 1,5          |
| Ghiacciaio Marret                                        | 66°26′S 137°44′E       | 7            | 7            |
| Ghiacciaio Marsa                                         | 78°01′50″S 85°41′40″W  | 5            | 1,5          |
| Ghiacciaio Marsh                                         | 82°52′S 158°30′E       | 110          |              |
| Ghiacciaio Marte                                         | 71°54′S 68°23′W        | 11           | 4            |
| Ghiacciaio Martin                                        | 68°29′S 66°53′W        | 15           | 4,6          |
| Ghiacciaio Marvodol                                      | 67°43′S 66°37′W        | 9,3          | 3,7          |
| Ghiacciaio Massey                                        | 71°53′S 168°24′E       | 11           |              |
| Ghiacciaio Matheson                                      | 70°47′S 62°05′W        | 20           |              |
| Ghiacciaio Matthews                                      | 75°45′S 65°30′W        |              |              |
| Ghiacciaio Matthes                                       | 67°30′S 65°40′W        | 15,3         |              |
| Ghiacciaio Maury                                         | 72°42′S 61°40′W        | 7            |              |
| Ghiacciaio May                                           | 66°13′S 130°30′E       |              |              |
| Ghiacciaio McArthur                                      | 71°20′S 67°29′W        |              |              |
| Ghiacciaio McCance                                       | 66°43′S 65°55′W        | 30           | 5            |
| Ghiacciaio McCann                                        | 71°33′S 164°33′E       |              |              |
| Ghiacciaio McCharty                                      | 86°04′S 127°24′W       |              |              |
| Ghiacciaio McClary                                       | 68°04′S 67°00′W        | 17           | 3,4          |
| Ghiacciaio McCleary                                      | 79°33′S 156°50′E       | 20           |              |
| Ghiacciaio McClinton                                     | 74°40′S 114°00′W       |              |              |
| Ghiacciaio McCraw                                        | 80°07′S 156°35′E       | 22           |              |
| Ghiacciaio McElroy                                       | 70°58′S 166°58′E       |              |              |
| Ghiacciaio McKellar                                      | 72°12′S 167°07′E       | 17           |              |
| Ghiacciaio McKinnon                                      | 70°38′S 67°45′E        |              |              |
| Ghiacciaio McLean                                        | 70°59′S 164°45′E       |              |              |
| Ghiacciaio McLin                                         | 71°12′S 163°27′E       |              |              |
| Ghiacciaio McMahon                                       | 70°45′S 165°45′E       | 33           |              |
| Ghiacciaio McManus                                       | 69°28′S 71°27′W        |              |              |
| Ghiacciaio McMorrin                                      | 67°59′S 67°10′W        |              |              |
| Ghiacciaio McNeile                                       | 63°54′S 59°26′W        |              |              |
| Ghiacciaio Meander                                       | 73°16′S 166°55′E       | 50           |              |
| Ghiacciaio Medven                                        | 62°33′S 60°43′W        | 2,5          |              |
| Ghiacciaio Mefjell                                       | 71°58′S 25°00′E        | 8            |              |
| Ghiacciaio Meiklejohn                                    | 70°33′S 67°44′W        | 22           | 7,5          |
| Ghiacciaio Meinardus                                     | 73°22′S 61°55′W        |              |              |
| Ghiacciaio Mellor                                        | 73°30′S 66°30′E        |              |              |
| Ghiacciaio Melville                                      | 65°28′S 62°10′W        | 19           |              |
| Ghiacciaio Mendeleev                                     | 71°55′S 14°33′E        | 18           |              |
| Flusso di ghiaccio Mercer                                | 84°50′S 145°00′W       |              |              |
| Ghiacciaio Mercurio (Isola Alessandro I)                 | 71°34′S 68°14′W        | 9            | 4            |
| Ghiacciaio Mercurio (Terra di Oates)                     | 79°34′S 157°17′E       | 5            |              |
| Ghiacciaio Meridiano                                     | 68°45′S 66°37′W        | 15           |              |
| Ghiacciaio Merrick                                       | 80°14′S 158°50′E       | 17           |              |
| Ghiacciaio Mertz                                         | 67°30′S 144°45′E       | 72           |              |
| Ghiacciaio Mezzaluna                                     | 77°40′S 163°14′E       |              |              |
| Ghiacciaio Midway                                        | 72°10′S 166°50′E       | 16           |              |
| Ghiacciaio Miethe                                        | 64°56′S 63°06′W        |              |              |
| Ghiacciaio Mikado                                        | 69°53′S 70°40′W        |              |              |
| Ghiacciaio Mill                                          | 85°10′S 168°30′E       |              |              |
| Ghiacciaio Millett                                       | 70°37′S 67°40′W        | 24           | 13           |
| Ghiacciaio Mincer                                        | 72°10′S 97°55′W        |              |              |
| Ghiacciaio Minerva                                       | 79°34′12″S 157°15′00″E | 9            |              |
| Ghiacciaio Minnesota                                     | 79°00′S 83°00′W        | 64           |              |
| Ghiacciaio Minzuhar                                      | 65°10′S 62°08′W        | 6,5          | 3            |
| Ghiacciaio Mitev                                         | 64°13′S 62°10′W        | 2,9          |              |
| Ghiacciaio Mitterling                                    | 66°50′S 64°18′W        |              |              |
| Ghiacciaio Mjell                                         | 72°07′S 26°06′E        | 15           |              |
| Ghiacciaio Moider                                        | 67°43′S 67°38′W        |              |              |
| Ghiacciaio Molle                                         | 67°31′S 47°10′E        |              |              |
| Flusso di ghiaccio Möller                                | 82°20′S 63°30′W        |              |              |
| Ghiacciaio Mondor                                        | 63°28′S 57°08′W        | 5,8          |              |
| Ghiacciaio Montecchi                                     | 72°04′S 167°35′E       |              |              |
| Ghiacciaio Montgolfier                                   | 64°47′S 62°15′W        |              |              |
| Ghiacciaio Montigny                                      | 71°05′S 163°24′E       |              |              |
| Ghiacciaio Moran                                         | 69°14′S 70°16′W        | 18           |              |
| Ghiacciaio Morelli                                       | 72°59′S 102°38′W       |              |              |
| Ghiacciaio Morley                                        | 71°12′S 162°45′E       |              |              |
| Ghiacciaio Morrison                                      | 66°10′S 63°30′W        | 5,1          |              |
| Ghiacciaio Morse                                         | 66°21′S 130°05′E       |              |              |
| Ghiacciaio Mosby                                         | 73°09′S 61°40′W        | 9            |              |
| Ghiacciaio Moser                                         | 64°51′S 62°22′W        |              |              |
| Ghiacciaio Moubray                                       | 71°52′S 170°18′E       |              |              |
| Ghiacciaio Mouillard                                     | 64°18′S 60°53′W        |              |              |
| Ghiacciaio Mozgovitsa                                    | 69°04′10″S 70°07′40″W  | 10           | 2,5          |
| Ghiacciaio Muldava                                       | 65°42′S 64°12′W        | 4,4          | 3,2          |
| Ghiacciaio Müller                                        | 72°16′S 166°24′E       | 17           |              |
| Ghiacciaio Mulock                                        | 79°00′S 160°00′E       |              |              |
| Ghiacciaio Murato                                        | 64°58′S 62°13′W        |              |              |
| Ghiacciaio Murgash                                       | 62°30′S 59°53′W        | 3,4          |              |
| Ghiacciaio Murphy                                        | 66°54′S 66°20′W        |              |              |
| Ghiacciaio Murray                                        | 71°39′S 170°00′E       | 37           |              |
| Ghiacciaio Murrish                                       | 71°02′S 61°45′W        | 28           |              |
| Ghiacciaio Musala                                        | 62°32′S 59°37′W        | 3,7          |              |
| Ghiacciaio Mushketov                                     | 71°20′S 14°55′E        |              |              |
| Ghiacciaio Musina                                        | 65°01′S 61°51′W        | 7            | 3,5          |
| Ghiacciaio Muus                                          | 71°26′S 61°36′W        |              |              |
| Ghiacciaio Myers                                         | 72°16′S 100°07′W       | 13           |              |
| Ghiacciaio Nadjakov                                      | 64°45′S 62°23′W        | 5,5          | 2            |
| Ghiacciaio Naess                                         | 70°22′S 67°55′W        |              |              |
| Ghiacciaio Narechen                                      | 69°35′S 71°40′W        | 9            | 11           |
| Ghiacciaio Narezne                                       | 67°11′S 66°16′W        | 7            | 2,2          |
| Ghiacciaio Nascent                                       | 73°22′S 167°37′E       | 10           |              |
| Ghiacciaio Nash                                          | 71°15′S 168°10′E       | 32           |              |
| Ghiacciaio Nemesi                                        | 70°32′S 67°30′E        |              |              |
| Ghiacciaio Nemo                                          | 67°43′S 67°22′W        |              |              |
| Ghiacciaio Neny                                          | 68°15′S 66°25′W        |              |              |
| Ghiacciaio Nettuno                                       | 71°44′S 68°17′W        | 22           | 7            |
| Ghiacciaio Nereson                                       | 73°56′S 124°24′W       | 9            |              |
| Ghiacciaio Nesla                                         | 65°43′S 64°17′W        | 6,2          | 2            |
| Ghiacciaio Newall                                        | 77°30′S 162°50′E       |              |              |
| Ghiacciaio Newcomer                                      | 77°47′S 85°27′W        | 37           |              |
| Ghiacciaio Newnes                                        | 71°41′S 170°14′E       |              |              |
| Ghiacciaio Niépce                                        | 65°07′S 63°22′W        |              |              |
| Ghiacciaio Nielsen                                       | 71°31′S 169°41′E       | 7            |              |
| Ghiacciaio Nikitin                                       | 73°48′S 75°36′W        |              |              |
| Ghiacciaio Nimitz                                        | 78°55′S 85°10′W        | 64           |              |
| Ghiacciaio Nimrod                                        | 81°21′S 163°00′E       | 135          |              |
| Ghiacciaio Ninnis                                        | 68°22′S 147°00′E       |              |              |
| Ghiacciaio Nipe                                          | 71°52′S 25°15′E        |              |              |
| Ghiacciaio Nishi-naga-iwa                                | 68°31′S 41°18′E        |              |              |
| Ghiacciaio Nobile                                        | 64°32′S 61°28′W        |              |              |
| Ghiacciaio Noll                                          | 69°33′S 159°09′E       | 37           |              |
| Ghiacciaio Norfolk                                       | 85°53′S 130°18′W       | 22           |              |
| Ghiacciaio Norman                                        | 71°25′S 67°30′W        | 9            |              |
| Ghiacciaio Northcliffe                                   | 66°40′S 98°52′E        |              |              |
| Ghiacciaio Nord-est                                      | 68°09′S 66°58′W        | 21           | 8            |
| Ghiacciaio Norsk Polarinstitutt                          | 72°34′S 31°16′E        |              |              |
| Ghiacciaio Northwind                                     | 76°40′S 161°18′E       |              |              |
| Ghiacciaio Nottarp                                       | 82°47′S 162°54′E       | 9            |              |
| Ghiacciaio Nove luglio                                   | 68°26′S 66°52′W        |              |              |
| Ghiacciaio Nursery                                       | 81°05′S 159°18′E       | 37           |              |
| Ghiacciaio Nuvola bianca                                 | 63°55′S 59°32′W        | 15           |              |
| Ghiacciaio Nye                                           | 67°28′S 67°31′W        |              |              |
| Ghiacciaio Oakley                                        | 73°42′S 166°08′E       | 15           |              |
| Ghiacciaio Obelya                                        | 78°37′S 84°23′W        | 7,5          | 2,5          |
| Ghiacciaio Oberst                                        | 72°03′S 27°04′E        |              |              |
| Ghiacciaio Ochs                                          | 76°30′S 145°35′W       |              |              |
| Ghiacciaio Ogoya                                         | 63°27′S 58°01′W        | 8            | 3            |
| Ghiacciaio O'Hara                                        | 70°49′S 166°40′E       |              |              |
| Ghiacciaio O'Kane                                        | 74°26′S 163°06′E       | 26           |              |
| Ghiacciaio Oku-iwa                                       | 68°42′S 40°45′E        |              |              |
| Ghiacciaio Olentangy                                     | 86°00′S 127°20′W       |              |              |
| Ghiacciaio Oliver (Dipendenza di Ross)                   | 82°34′S 163°45′E       | 12           |              |
| Ghiacciaio Olson                                         | 72°49′S 166°41′E       | 12           |              |
| Ghiacciaio Omega                                         | 68°37′S 41°01′E        |              |              |
| Ghiacciaio Ommanney                                      | 71°32′S 169°29′E       | 37           |              |
| Ghiacciaio Orizari                                       | 78°26′10″S 84°56′00″W  | 4,7          | 0,8          |
| Ghiacciaio Orr                                           | 71°36′S 162°52′E       |              |              |
| Ghiacciaio Oselna                                        | 69°17′05″S 70°58′30″W  | 4            | 1            |
| Ghiacciaio Osuga                                         | 72°34′S 166°55′E       | 18           |              |
| Ghiacciaio Otago                                         | 82°32′S 161°10′E       | 37           |              |
| Ghiacciaio Otlet                                         | 65°48′S 64°38′W        | 17           |              |
| Ghiacciaio Ovech                                         | 62°58′S 62°27′W        | 3,5          |              |
| Ghiacciaio Overturn                                      | 79°54′S 157°15′E       | 7            |              |
| Ghiacciaio Padala                                        | 78°02′40″S 85°31′00″W  | 9            | 3,9          |
| Ghiacciaio Palestrina                                    | 69°21′S 71°35′W        | 20           | 15           |
| Ghiacciaio Pan                                           | 68°48′S 64°24′W        | 13           |              |
| Ghiacciaio Panega                                        | 62°32′S 60°07′W        | 3,7          |              |
| Ghiacciaio Parizhskaya Kommuna                           | 71°38′S 12°04′E        | 15           |              |
| Ghiacciaio Parker                                        | 73°47′S 165°33′E       | 12           |              |
| Ghiacciaio Parks                                         | 77°07′S 125°55′W       |              |              |
| Ghiacciaio Paschal                                       | 75°54′S 140°40′W       | 37           |              |
| Ghiacciaio Pashuk                                        | 63°00′S 62°31′W        | 2,7          |              |
| Ghiacciaio Paspal                                        | 64°54′S 61°59′W        | 14,5         | 6,5          |
| Ghiacciaio Pastra                                        | 63°46′S 60°44′W        | 4,8          |              |
| Ghiacciaio Patleyna                                      | 78°03′50″S 85°47′20″W  | 5,5          | 2,5          |
| Ghiacciaio Patton                                        | 78°16′S 85°25′W        |              |              |
| Flusso di ghiaccio Patuxent                              | 85°15′S 67°45′W        |              |              |
| Ghiacciaio Paulus                                        | 69°24′S 70°33′W        |              |              |
| Ghiacciaio Pautalia                                      | 62°38′S 59°52′W        | 0,7          | 1,1          |
| Ghiacciaio Pavlak                                        | 82°58′S 163°12′E       | 11           |              |
| Ghiacciaio Payne                                         | 71°55′S 96°42′W        |              |              |
| Ghiacciaio Peckham                                       | 80°21′S 157°25′E       | 16           |              |
| Ghiacciaio Pearl Harbor                                  | 72°15′S 167°40′E       | 70           |              |
| Ghiacciaio Pelter                                        | 71°57′S 98°22′W        | 9            |              |
| Ghiacciaio Penck                                         | 77°57′S 34°42′W        |              |              |
| Ghiacciaio Pequod                                        | 65°30′S 62°03′W        | 28           |              |
| Ghiacciaio Perez                                         | 84°06′S 177°00′E       | 18           |              |
| Ghiacciaio Perkins                                       | 74°54′S 136°37′W       |              |              |
| Ghiacciaio Perunika                                      | 62°37′S 60°16′W        | 8            |              |
| Ghiacciaio Perutz                                        | 67°36′S 66°33′W        | 18           | 3,7          |
| Ghiacciaio Peshtera                                      | 62°43′S 60°18′W        | 2            |              |
| Ghiacciaio Peter                                         | 73°20′S 1°09′E         |              |              |
| Ghiacciaio Peterson                                      | 66°25′S 110°44′E       |              |              |
| Ghiacciaio Pettus                                        | 63°48′S 59°04′W        | 17           |              |
| Ghiacciaio Peyna                                         | 66°54′S 66°09′W        | 11,4         | 3            |
| Ghiacciaio Pilot                                         | 73°23′S 165°03′E       | 22           |              |
| Ghiacciaio Pimpirev                                      | 62°36′S 60°25′W        | 1,8          | 5,5          |
| Ghiacciaio Pine Island                                   | 75°10′S 100°00′W       | 250          | 50           |
| Ghiacciaio Pipkov                                        | 69°14′27″S 70°59′38″W  | 11           | 3,2          |
| Ghiacciaio Pirin                                         | 64°06′S 60°43′W        | 5,7          | 6            |
| Ghiacciaio Pirogov                                       | 64°17′S 62°29′W        | 5            |              |
| Ghiacciaio Pitkevitch                                    | 71°23′S 168°52′E       | 37           |              |
| Ghiacciaio Pitzman                                       | 70°41′S 160°10′E       | 11           |              |
| Ghiacciaio Plata                                         | 72°04′S 166°11′E       | 17           |              |
| Ghiacciaio Plummer                                       | 79°58′S 81°30′W        |              |              |
| Ghiacciaio Plutone                                       | 71°07′S 68°22′W        | 18           | 7            |
| Ghiacciaio Poduene                                       | 64°27′S 61°32′W        | 3,3          |              |
| Ghiacciaio Polar Record                                  | 69°44′S 74°30′E        |              |              |
| Ghiacciaio Polar Times                                   | 69°46′S 74°35′E        |              |              |
| Ghiacciaio Polarårboken                                  | 69°36′S 76°00′E        | 6,0          |              |
| Ghiacciaio Polarforschung                                | 69°50′S 75°07′E        |              |              |
| Ghiacciaio Polaris                                       | 64°14′S 59°31′W        | 7            |              |
| Ghiacciaio Pollard                                       | 65°49′S 64°13′W        |              |              |
| Ghiacciaio Pope                                          | 75°19′S 111°22′W       | 37           |              |
| Ghiacciaio Posadowsky                                    | 66°50′S 89°25′E        |              |              |
| Ghiacciaio Potts                                         | 72°58′S 166°50′E       | 15           |              |
| Ghiacciaio Poulter                                       | 86°50′S 153°30′W       |              |              |
| Ghiacciaio Pourquoi Pas                                  | 66°15′S 135°55′E       |              |              |
| Ghiacciaio Prebble                                       | 84°16′S 164°30′E       | 17           |              |
| Ghiacciaio Prespa                                        | 62°44′S 60°13′W        | 2,5          | 3,5          |
| Ghiacciaio Priddy                                        | 77°56′S 164°01′E       |              |              |
| Ghiacciaio Priestley                                     | 74°20′S 163°22′E       | 96           |              |
| Ghiacciaio del Principe Edoardo                          | 82°46′S 159°32′E       | 11           |              |
| Ghiacciaio del Principe Filippo                          | 82°21′S 159°55′E       | 37           |              |
| Ghiacciaio del Principe di Galles                        | 82°44′S 160°10′E       | 18           |              |
| Ghiacciaio della Principessa Anna                        | 82°59′S 159°20′E       | 30           |              |
| Ghiacciaio Prospect                                      | 69°32′S 67°20′W        |              |              |
| Ghiacciaio Pryor                                         | 70°05′S 160°10′E       | 60           |              |
| Ghiacciaio Pūanu                                         | 77°23′30″S 160°58′40″E |              |              |
| Ghiacciaio Pulpudeva                                     | 78°21′00″S 85°12′30″W  | 8,5          | 6            |
| Ghiacciaio Pyke                                          | 64°15′S 59°36′E        | 9            |              |
| Ghiacciaio Quartermain                                   | 67°01′S 65°09′W        |              |              |
| Ghiacciaio Quito                                         | 62°27′S 59°47′W        |              |              |
| Ghiacciaio Quonset                                       | 85°19′S 127°05′W       | 32           |              |
| Ghiacciaio Rabot                                         | 83°11′S 160°10′E       | 12           |              |
| Ghiacciaio Rachel                                        | 65°37′S 62°10′W        | 11           |              |
| Ghiacciaio Rachmaninoff                                  | 72°30′S 72°35′W        |              |              |
| Ghiacciaio Ragle                                         | 76°28′S 145°32′W       |              |              |
| Ghiacciaio Ragotzkie                                     | 80°02′S 157°45′E       | 18           |              |
| Ghiacciaio Rainey                                        | 73°40′S 163°06′E       | 25           |              |
| Ghiacciaio Rakuda                                        | 68°03′S 43°54′E        |              |              |
| Ghiacciaio Ramorino                                      | 78°24′S 85°38′W        | 8,3          |              |
| Ghiacciaio Ramseier                                      | 80°30′S 156°16′E       | 13           |              |
| Ghiacciaio Rankin                                        | 71°41′S 62°15′W        | 22           |              |
| Ghiacciaio Ranvik                                        | 69°10′S 77°40′E        |              |              |
| Ghiacciaio Rastorfer                                     | 71°50′S 167°06′E       |              |              |
| Ghiacciaio Rastorguev                                    | 70°57′S 163°30′E       |              |              |
| Ghiacciaio Rawle                                         | 71°50′S 164°40′E       |              |              |
| Ghiacciaio Rayner                                        | 67°40′S 48°25′E        |              |              |
| Ghiacciaio Razboyna                                      | 78°42′20″S 84°21′00″W  | 6            | 2,5          |
| Ghiacciaio Rebuff                                        | 73°58′S 163°12′E       | 13           |              |
| Ghiacciaio Recoil                                        | 73°46′S 163°05′E       | 20           |              |
| Ghiacciaio Recovery                                      | 81°10′S 28°00′W        | 100          |              |
| Ghiacciaio Reedy                                         | 85°30′S 134°00′W       | 160          |              |
| Ghiacciaio Remenchus                                     | 66°02′S 101°35′E       | 15           |              |
| Ghiacciaio Remington                                     | 78°34′S 84°18′W        | 13           |              |
| Ghiacciaio Remo                                          | 68°20′S 66°43′W        | 15           |              |
| Ghiacciaio Renard                                        | 64°40′S 61°38′W        |              |              |
| Ghiacciaio Renaud                                        | 67°43′S 65°35′W        |              |              |
| Ghiacciaio Rennell                                       | 79°23′S 84°12′W        | 18           |              |
| Ghiacciaio Rennick                                       | 70°30′S 160°45′E       | 320          | 48           |
| Ghiacciaio Reuning                                       | 71°26′S 72°41′W        |              |              |
| Ghiacciaio Rexford                                       | 72°05′S 100°04′W       |              |              |
| Ghiacciaio Reynolds                                      | 77°38′S 145°55′W       | 9            |              |
| Ghiacciaio Rhesus                                        | 64°32′S 63°17′W        | 7            |              |
| Ghiacciaio Richardson                                    | 70°28′S 63°42′W        |              |              |
| Ghiacciaio Rickmers                                      | 66°15′S 64°55′W        |              |              |
| Ghiacciaio Ridgeway                                      | 73°24′S 167°14′E       | 10           |              |
| Ghiacciaio Rignot                                        | 73°06′S 102°00′W       | 7            |              |
| Ghiacciaio Riley                                         | 70°03′S 68°20′W        | 31           | 26           |
| Ghiacciaio Rippon                                        | 66°40′S 56°29′E        |              |              |
| Ghiacciaio Risimina                                      | 64°54′S 61°00′W        | 10           | 4,5          |
| Ghiacciaio Robb                                          | 82°36′S 165°00′E       | 70           |              |
| Ghiacciaio Robbins                                       | 72°10′S 98°41′W        |              |              |
| Ghiacciaio Robert                                        | 67°10′S 56°18′E        |              |              |
| Ghiacciaio Robertson                                     | 71°03′S 165°23′E       |              |              |
| Ghiacciaio Robillard                                     | 68°18′S 65°35′W        |              |              |
| Ghiacciaio Robilliard                                    | 70°13′S 159°56′E       | 33           |              |
| Ghiacciaio Robinson                                      | 66°30′S 107°16′E       |              |              |
| Ghiacciaio Robison                                       | 86°29′S 148°12′W       |              |              |
| Ghiacciaio Robson                                        | 77°05′S 162°11′E       | 5,6          |              |
| Ghiacciaio Roché                                         | 78°32′10″S 85°38′30″W  | 5,8          | 2            |
| Ghiacciaio Rochray                                       | 72°11′S 101°10′W       | 9            |              |
| Ghiacciaio Rogers                                        | 69°59′S 73°04′E        |              |              |
| Ghiacciaio Rogosh                                        | 64°55′S 61°19′W        | 29           | 5            |
| Ghiacciaio Rogstad                                       | 72°21′S 1°19′E         |              |              |
| Ghiacciaio Romolo                                        | 68°23′S 66°55′W        | 13           |              |
| Ghiacciaio Roos                                          | 75°17′S 110°57′W       |              |              |
| Ghiacciaio Ropotamo                                      | 62°39′S 59°56′W        | 0,6          | 0,9          |
| Ghiacciaio Rosanova                                      | 73°15′S 97°55′W        | 15           |              |
| Ghiacciaio Rose Valley                                   | 62°31′S 60°06′W        | 3,7          | 5,2          |
| Ghiacciaio Rosenberg                                     | 75°44′S 132°33′W       |              |              |
| Ghiacciaio Rosselin                                      | 69°16′S 70°53′W        |              |              |
| Ghiacciaio Rotz                                          | 69°17′S 65°43′W        | 17           | 3,7          |
| Ghiacciaio Rowland                                       | 82°46′S 163°10′E       | 11           |              |
| Ghiacciaio Rowles                                        | 71°17′S 167°39′E       | 37           |              |
| Ghiacciaio Rozier                                        | 64°45′S 62°13′W        |              |              |
| Ghiacciaio Rubey                                         | 75°11′S 137°07′W       |              |              |
| Ghiacciaio Rudolph                                       | 64°54′S 62°26′W        |              |              |
| Ghiacciaio Rudolph (Dipendenza di Ross)                  | 72°32′S 167°35′E       | 40           |              |
| Ghiacciaio Rumyana                                       | 78°16′S 85°50′W        | 11           | 4            |
| Ghiacciaio Runcorn                                       | 72°30′S 62°42′W        |              |              |
| Ghiacciaio Rupite                                        | 63°00′S 62°30′W        | 2,9          |              |
| Ghiacciaio Rusalka                                       | 65°59′S 64°57′W        | 8            | 4,6          |
| Ghiacciaio Russell occidentale                           | 63°40′S 58°50′W        | 20           | 7            |
| Ghiacciaio Russell orientale                             | 63°44′S 58°20′W        | 11           | 6            |
| Flusso di ghiaccio Rutford                               | 79°00′S 81°00′W        | 290          |              |
| Ghiacciaio Ryder                                         | 71°07′S 67°20′W        | 24           |              |
| Ghiacciaio Sabazio                                       | 77°51′S 85°48′W        | 19           | 6            |
| Ghiacciaio Sabine                                        | 63°55′S 59°47′W        |              |              |
| Ghiacciaio Sal                                           | 72°03′S 25°31′E        | 13           |              |
| Ghiacciaio Saltzman                                      | 78°39′S 84°51′W        |              |              |
| Ghiacciaio Samodiva                                      | 64°06′S 60°50′W        | 3,7          |              |
| Ghiacciaio Sandford                                      | 66°40′S 129°50′E       |              |              |
| Ghiacciaio Sandhøhallet                                  | 71°52′S 9°50′E         |              |              |
| Ghiacciaio Saparevo                                      | 62°54′S 62°23′W        | 1,8          | 2            |
| Ghiacciaio Saturno                                       | 72°00′S 68°35′W        | 28           | 11           |
| Ghiacciaio Saussure                                      | 67°11′S 67°00′W        |              |              |
| Ghiacciaio Savage                                        | 72°28′S 96°09′W        |              |              |
| Ghiacciaio Sayce                                         | 65°05′S 62°59′W        |              |              |
| Ghiacciaio Scambos                                       | 77°44′S 149°25′W       | 60           |              |
| Ghiacciaio Schanz                                        | 79°45′S 83°40′W        | 15           |              |
| Ghiacciaio Schmidt                                       | 79°15′S 83°42′W        | 37           |              |
| Ghiacciaio Schneider                                     | 79°29′S 84°17′W        | 28           |              |
| Ghiacciaio Schweitzer                                    | 77°50′S 34°40′W        |              |              |
| Ghiacciaio Schytt                                        | 71°35′S 3°40′E         | 100          |              |
| Ghiacciaio Scilla                                        | 70°20′S 67°00′E        |              |              |
| Ghiacciaio Scirocco                                      | 69°25′S 68°31′W        | 6            |              |
| Ghiacciaio Scoble                                        | 67°23′S 60°27′E        | 7            |              |
| Ghiacciaio Scott (Monti Transantartici)                  | 85°45′S 153°00′W       | 190          |              |
| Ghiacciaio Scott (Antartide Orientale)                   | 66°30′S 100°20′E       | 32           |              |
| Ghiacciaio Scott Keltie                                  | 71°32′S 169°49′E       |              |              |
| Ghiacciaio Seafarer                                      | 79°34′S 157°17′E       | 25           |              |
| Ghiacciaio Seal                                          | 79°53′S 81°52′W        |              |              |
| Ghiacciaio Seaton                                        | 66°43′S 56°26′E        | 27           |              |
| Ghiacciaio Sedgwick                                      | 69°51′S 69°22′W        | 13           | 3,7          |
| Ghiacciaio Seller                                        | 69°51′S 69°22′W        | 37           | 7            |
| Ghiacciaio Sennet                                        | 80°12′S 158°42′E       | 12           |              |
| Ghiacciaio Sessums                                       | 72°00′S 100°33′W       |              |              |
| Ghiacciaio Sestrimo                                      | 63°30′S 58°08′W        | 11           | 4            |
| Ghiacciaio Severinghaus                                  | 78°40′S 85°15′W        |              |              |
| Ghiacciaio Shabica                                       | 70°21′S 62°45′W        |              |              |
| Ghiacciaio Shackleton                                    | 84°35′S 176°20′W       | 96           |              |
| Ghiacciaio Shambles                                      | 67°20′S 68°13′W        | 6            |              |
| Ghiacciaio Shanklin                                      | 84°37′S 176°40′E       |              |              |
| Ghiacciaio Shark Fin                                     | 78°23′S 162°55′E       |              |              |
| Ghiacciaio Sharp                                         | 67°20′S 66°27′W        |              |              |
| Ghiacciaio Sharpend                                      | 76°52′S 160°56′E       | 2,4          |              |
| Ghiacciaio Sheehan                                       | 70°56′S 162°24′E       |              |              |
| Ghiacciaio Sheldon                                       | 67°30′S 68°23′W        |              |              |
| Ghiacciaio Shell                                         | 77°16′S 166°25′E       |              |              |
| Ghiacciaio Shinnan                                       | 67°55′S 44°38′E        |              |              |
| Ghiacciaio Shipley                                       | 71°26′S 169°12′E       | 40           |              |
| Ghiacciaio Shirase                                       | 70°05′S 38°45′E        |              |              |
| Ghiacciaio Shoemaker                                     | 73°47′S 164°45′E       | 17           |              |
| Ghiacciaio Shuman                                        | 75°15′S 139°30′W       | 10           |              |
| Ghiacciaio Sibelius                                      | 69°55′S 70°05′W        | 19           |              |
| Ghiacciaio Siemiatkowski                                 | 75°54′S 144°12′W       | 40           |              |
| Ghiacciaio Sigfrido                                      | 64°01′S 61°56′W        |              |              |
| Ghiacciaio Sigmen                                        | 64°01′S 61°56′W        | 2,5          |              |
| Ghiacciaio Sigyn                                         | 71°52′S 8°36′E         |              |              |
| Ghiacciaio Sikorski                                      | 71°49′S 98°24′W        |              |              |
| Ghiacciaio Sikorsky                                      | 64°12′S 60°53′W        |              |              |
| Ghiacciaio Sigyn                                         | 71°52′S 8°36′E         |              |              |
| Ghiacciaio Silk                                          | 81°09′S 158°55′E       | 22           |              |
| Ghiacciaio Simmons                                       | 75°00′S 113°36′W       |              |              |
| Ghiacciaio Simpson                                       | 71°17′S 168°38′E       | 10           |              |
| Ghiacciaio Singer                                        | 74°16′S 113°57′W       |              |              |
| Ghiacciaio Sinion                                        | 64°33′S 60°27′W        | 6            | 3            |
| Ghiacciaio Sirma                                         | 78°47′S 85°05′W        | 7            | 4            |
| Ghiacciaio Sjögren                                       | 64°14′S 59°00′W        | 20           |              |
| Ghiacciaio Skaklya                                       | 77°51′S 86°02′W        | 5            | 2,4          |
| Ghiacciaio Skåle                                         | 72°06′S 3°52′E         |              |              |
| Ghiacciaio Skallen                                       | 69°40′S 39°33′E        |              |              |
| Ghiacciaio Skarsbrotet                                   | 71°50′S 11°45′E        |              |              |
| Ghiacciaio Skarskvertet                                  | 71°45′S 11°30′E        |              |              |
| Ghiacciaio Skelton                                       | 78°35′S 161°30′E       |              |              |
| Ghiacciaio Skinner                                       | 70°14′S 68°00′W        |              |              |
| Ghiacciaio Škorpil                                       | 66°38′S 66°16′W        | 12           | 10           |
| Ghiacciaio Skua                                          | 82°55′S 157°40′E       |              |              |
| Ghiacciaio Sledgers                                      | 71°26′S 162°48′E       |              |              |
| Ghiacciaio Sleipnir                                      | 66°29′S 63°59′W        | 17           |              |
| Ghiacciaio Slessor                                       | 79°50′S 28°30′W        | 120          | 80           |
| Ghiacciaio Sloket                                        | 71°59′S 11°45′E        |              |              |
| Ghiacciaio Slone                                         | 71°56′S 170°03′E       |              |              |
| Ghiacciaio Smith                                         | 75°05′S 112°00′W       | 160          |              |
| Ghiacciaio Smithson                                      | 71°15′S 163°52′W       |              |              |
| Ghiacciaio Snedeker                                      | 66°28′S 106°48′E       |              |              |
| Ghiacciaio Snuggerud                                     | 71°07′S 7°52′E         |              |              |
| Ghiacciaio Socks                                         | 83°42′S 170°05′E       |              |              |
| Ghiacciaio Sohm                                          | 66°07′S 64°49′W        |              |              |
| Ghiacciaio Sölch                                         | 67°04′S 66°23′W        |              |              |
| Ghiacciaio Solun                                         | 66°39′S 66°03′W        | 9,3          | 4            |
| Ghiacciaio Somers                                        | 65°22′S 63°31′W        |              |              |
| Ghiacciaio Somigliana                                    | 67°00′S 67°09′W        |              |              |
| Ghiacciaio Sorenson                                      | 74°28′S 111°22′W       |              |              |
| Ghiacciaio Sørsdal                                       | 68°41′S 78°15′E        | 27           |              |
| Ghiacciaio Soto                                          | 71°31′S 61°46′W        | 22           |              |
| Ghiacciaio Sowers                                        | 78°37′S 84°59′W        |              |              |
| Ghiacciaio Spear                                         | 75°55′S 68°15′W        |              |              |
| Ghiacciaio Spiess                                        | 72°12′S 61°18′W        | 15           |              |
| Ghiacciaio Splettstoesser                                | 79°12′S 84°09′W        | 60           |              |
| Ghiacciaio Squires                                       | 73°58′S 62°35′W        |              |              |
| Ghiacciaio Srebarna                                      | 62°41′S 60°02′W        |              |              |
| Ghiacciaio Srite                                         | 76°00′S 69°00′W        | 37           |              |
| Ghiacciaio Stafford                                      | 72°30′S 168°15′E       | 20           |              |
| Ghiacciaio Staircase                                     | 72°16′S 168°43′E       | 15           |              |
| Ghiacciaio Stancomb-Wills                                | 75°18′S 19°00′W        |              |              |
| Ghiacciaio Stapleton                                     | 72°56′S 102°30′W       | 11           |              |
| Ghiacciaio Starbuck                                      | 65°38′S 62°09′W        | 28           |              |
| Ghiacciaio Starshot                                      | 81°51′S 159°00′E       | 90           |              |
| Ghiacciaio Steuri                                        | 76°23′S 112°24′W       |              |              |
| Ghiacciaio Stevenson                                     | 70°06′S 72°48′E        |              |              |
| Ghiacciaio Stob                                          | 65°26′S 63°03′W        | 16           | 13           |
| Ghiacciaio Strahan                                       | 67°38′S 64°37′E        | 7            |              |
| Ghiacciaio Strandzha                                     | 62°38′S 59°54′W        | 0,8          | 1,6          |
| Ghiacciaio Strange                                       | 74°50′S 63°40′W        |              |              |
| Ghiacciaio Strauss                                       | 77°20′S 139°40′W       | 70           |              |
| Ghiacciaio Strinava                                      | 78°20′50″S 84°51′10″W  | 6            | 3            |
| Ghiacciaio Stringfellow                                  | 64°10′S 60°18′W        |              |              |
| Ghiacciaio Struma                                        | 62°36′S 60°07′W        | 4,8          |              |
| Ghiacciaio Stubb                                         | 65°41′S 62°10′W        | 20           |              |
| Ghiacciaio Stuttflog                                     | 71°56′S 4°45′E         |              |              |
| Ghiacciaio Styx                                          | 74°02′S 163°51′E       | 20           |              |
| Ghiacciaio Suárez                                        | 64°56′S 62°56′W        |              |              |
| Ghiacciaio Suess                                         | 77°38′S 162°40′E       |              |              |
| Ghiacciaio Sullivan                                      | 69°42′S 70°45′W        |              |              |
| Ghiacciaio Summers                                       | 72°13′S 167°28′E       | 12           |              |
| Ghiacciaio Sumner                                        | 68°53′S 65°40′W        |              |              |
| Ghiacciaio Sunfix                                        | 69°16′S 64°30′W        | 28           | 3,7          |
| Ghiacciaio Suter                                         | 73°31′S 167°10′E       | 9            |              |
| Ghiacciaio Svea                                          | 72°08′S 1°53′E         |              |              |
| Ghiacciaio Svendsen                                      | 70°21′S 160°00′E       | 24           |              |
| Ghiacciaio Swann                                         | 73°53′S 61°48′W        |              |              |
| Ghiacciaio Swithinbank                                   | 67°56′S 66°46′W        |              |              |
| Ghiacciaio Swope                                         | 77°20′S 145°50′W       |              |              |
| Ghiacciaio Sykow                                         | 70°37′S 164°46′E       | 40           |              |
| Ghiacciaio Sylwester                                     | 84°14′S 159°48′E       | 8            |              |
| Ghiacciaio Talbot                                        | 65°12′S 63°14′W        |              |              |
| Ghiacciaio Tama                                          | 68°47′S 40°22′E        |              |              |
| Ghiacciaio Talev                                         | 65°37′S 63°55′W        | 4            | 2,8          |
| Ghiacciaio Targovishte                                   | 62°33′S 59°38′W        | 1,6          |              |
| Ghiacciaio Taylor (Terra Vittoria)                       | 77°44′S 162°10′E       | 54           |              |
| Ghiacciaio Taylor (Terra di Mac Robertson)               | 67°27′S 60°51′E        |              |              |
| Ghiacciaio Telemeter                                     | 77°48′S 160°12′E       | 1,6          |              |
| Ghiacciaio Telen                                         | 69°38′S 39°42′E        |              |              |
| Ghiacciaio Temple                                        | 64°00′S 60°01′W        |              |              |
| Ghiacciaio Teteven                                       | 62°28′S 59°52′W        | 3,8          | 6,5          |
| Ghiacciaio Thamyris                                      | 64°34′S 63°20′W        | 3            |              |
| Ghiacciaio The Slot                                      | 82°40′S 155°05′E       | 7            |              |
| Ghiacciaio Thomas                                        | 78°40′S 84°00′W        | 31           |              |
| Ghiacciaio Thompson                                      | 66°45′S 123°39′E       |              |              |
| Ghiacciaio Thurston                                      | 73°18′S 125°18′W       | 28           |              |
| Ghiacciaio Thwaites                                      | 75°30′S 106°45′W       |              |              |
| Ghiacciaio Tinker                                        | 74°00′S 164°50′E       | 45           |              |
| Ghiacciaio Tocci                                         | 72°10′S 168°18′E       |              |              |
| Ghiacciaio Todd                                          | 68°03′S 67°03′W        | 13           |              |
| Ghiacciaio Tofani                                        | 68°21′S 65°35′W        |              |              |
| Ghiacciaio Tønnesen                                      | 72°04′S 3°28′E         |              |              |
| Ghiacciaio Torii                                         | 71°19′S 35°38′E        |              |              |
| Ghiacciaio Totten                                        | 67°00′S 116°20′E       | 64           |              |
| Ghiacciaio Touchdown                                     | 79°48′S 158°10′E       | 20           |              |
| Ghiacciaio Towles                                        | 72°25′S 169°05′E       |              |              |
| Ghiacciaio Toynbee                                       | 69°35′S 69°35′W        | 31           | 9            |
| Ghiacciaio Tracy                                         | 65°57′S 102°20′E       |              |              |
| Ghiacciaio Trafalgar                                     | 72°28′S 168°25′E       | 60           |              |
| Ghiacciaio Trail                                         | 73°34′S 61°35′E        | 9            | 6            |
| Ghiacciaio Trainer                                       | 72°34′S 167°29′E       | 20           |              |
| Ghiacciaio della Transizione                             | 70°26′S 68°49′W        | 15           | 3,7          |
| Ghiacciaio Tranter                                       | 82°45′S 161°45′E       |              |              |
| Ghiacciaio Trench                                        | 70°12′S 69°11′W        | 11           | 3,7          |
| Ghiacciaio Trepetlika                                    | 64°15′20″S 60°50′50″W  | 8            | 3,5          |
| Ghiacciaio Trooz                                         | 65°20′S 63°58′W        | 28           | 2,8          |
| Ghiacciaio True                                          | 74°38′S 111°45′W       |              |              |
| Ghiacciaio Tucker                                        | 72°32′S 169°15′E       | 144          |              |
| Ghiacciaio Tulaczyk                                      | 78°35′S 85°53′W        |              |              |
| Ghiacciaio Tumble                                        | 69°57′S 69°20′W        | 13           | 6            |
| Ghiacciaio Tundzha                                       | 62°36′S 60°31′W        | 4,5          | 14           |
| Ghiacciaio Tverregg                                      | 73°27′S 3°36′E         |              |              |
| Ghiacciaio Twombley                                      | 80°35′S 157°45′E       | 11           |              |
| Ghiacciaio Tyler                                         | 72°15′S 168°35′E       | 12           |              |
| Ghiacciaio Ueda                                          | 75°15′S 64°35′W        |              |              |
| Ghiacciaio Underwood                                     | 66°35′S 108°00′E       | 27           |              |
| Ghiacciaio Unione                                        | 79°45′S 82°30′W        |              |              |
| Ghiacciaio Urano                                         | 71°24′S 68°20′W        | 30           | 11           |
| Ghiacciaio Urdoviza                                      | 62°32′S 60°44′W        | 2,8          | 3            |
| Ghiacciaio Utopia                                        | 71°51′S 68°16′W        |              |              |
| Ghiacciaio Utstikkar                                     | 67°33′S 61°20′E        |              |              |
| Ghiacciaio pedemontano Vacchi                            | 74°34′S 164°38′E       |              |              |
| Ghiacciaio Valle del crepaccio                           | 76°46′S 145°30′W       | 48           |              |
| Ghiacciaio Vallot                                        | 67°18′S 67°30′W        |              |              |
| Ghiacciaio Valoga                                        | 78°24′30″S 84°28′00″W  | 8            | 4            |
| Flusso di ghiaccio Van der Veen                          | 83°50′S 130°00′W       |              |              |
| Ghiacciaio Van Loon                                      | 71°01′S 163°24′E       | 13           |              |
| Ghiacciaio Van Reeth                                     | 86°25′S 148°00′W       |              |              |
| Ghiacciaio Vanderford                                    | 66°35′S 110°26′E       | 8            |              |
| Ghiacciaio Vane                                          | 75°15′S 111°19′W       |              |              |
| Ghiacciaio Vangengeym                                    | 71°20′S 13°48′E        | 11           |              |
| Ghiacciaio Varlamov                                      | 71°40′S 73°25′W        |              |              |
| Ghiacciaio Velasco                                       | 74°16′S 101°11′W       | 9            |              |
| Ghiacciaio Venere                                        | 71°38′S 68°15′W        | 18           | 11           |
| Ghiacciaio Venzke                                        | 75°00′S 134°24′W       |              |              |
| Ghiacciaio Vereyken                                      | 78°25′S 163°57′E       |              |              |
| Ghiacciaio Verila                                        | 62°36′S 60°42′W        | 4            | 13           |
| Ghiacciaio Veselie                                       | 65°16′S 62°10′W        | 7            | 2,5          |
| Ghiacciaio Vestreskorve                                  | 71°57′S 5°05′E         |              |              |
| Ghiacciaio Veststraumen                                  | 74°15′S 15°00′W        | 72           |              |
| Ghiacciaio Vetrino                                       | 62°56′S 62°30′W        | 3,2          |              |
| Ghiacciaio Vicha                                         | 77°51′S 86°02′W        | 27           | 6            |
| Ghiacciaio Vidbol                                        | 64°40′S 62°30′W        | 5,5          |              |
| Ghiacciaio Vidul                                         | 77°48′10″S 86°10′40″W  | 7,5          | 1,4          |
| Ghiacciaio Vindegghallet                                 | 71°49′S 11°15′E        | 7,5          |              |
| Ghiacciaio Vinje                                         | 71°55′S 8°00′E         | 37           |              |
| Ghiacciaio Vittoria                                      | 63°49′S 58°25′W        | 15           |              |
| Ghiacciaio Vivallos                                      | 64°52′S 62°48′W        |              |              |
| Ghiacciaio Vivaldi                                       | 70°47′S 69°50′W        |              |              |
| Ghiacciaio Vogel                                         | 65°00′S 63°10′W        |              |              |
| Ghiacciaio Von Guerard                                   | 77°39′S 173°20′E       |              |              |
| Ghiacciaio Vornberger                                    | 73°55′S 125°04′W       | 18           |              |
| Ghiacciaio Vrachesh                                      | 64°41′S 60°42′W        | 10,3         | 2,7          |
| Ghiacciaio Wager                                         | 69°48′S 69°23′W        |              |              |
| Ghiacciaio Wahl                                          | 83°59′S 165°06′E       | 16           |              |
| Ghiacciaio Waldron                                       | 66°37′S 103°00′E       |              |              |
| Ghiacciaio Walk                                          | 73°38′S 94°18′W        |              |              |
| Ghiacciaio Wallis                                        | 71°14′S 168°15′E       | 37           |              |
| Ghiacciaio Walter                                        | 69°17′S 70°21′W        |              |              |
| Ghiacciaio Warr                                          | 72°11′S 98°19′W        |              |              |
| Ghiacciaio Waverly                                       | 74°01′S 61°38′W        |              |              |
| Ghiacciaio Webster                                       | 79°06′S 86°11′W        |              |              |
| Ghiacciaio Weir                                          | 66°04′S 64°42′W        | 15           |              |
| Ghiacciaio Wellman                                       | 64°29′S 61°26′W        |              |              |
| Ghiacciaio Wells                                         | 73°32′S 61°11′W        | 16           |              |
| Ghiacciaio Wessbecher                                    | 78°53′S 84°18′W        | 13           |              |
| Ghiacciaio Wetmore                                       | 74°38′S 63°35′W        | 64           |              |
| Ghiacciaio Weyerhaeuser                                  | 68°45′S 65°32′W        |              |              |
| Ghiacciaio Wheatstone                                    | 64°44′S 62°31′W        |              |              |
| Ghiacciaio Whewell                                       | 72°04′S 169°47′E       |              |              |
| Ghiacciaio Whiplash                                      | 72°16′S 167°42′E       | 13           |              |
| Ghiacciaio White                                         | 75°45′S 140°50′W       |              |              |
| Ghiacciaio Whitehall                                     | 72°43′S 167°25′E       | 27           |              |
| Ghiacciaio Whittle                                       | 66°21′S 114°13′E       |              |              |
| Ghiacciaio Widdowson                                     | 66°43′S 65°46′W        |              |              |
| Ghiacciaio Wiggins                                       | 65°14′S 64°03′W        | 18           |              |
| Ghiacciaio Wilhelm                                       | 72°40′S 166°37′E       | 13           |              |
| Ghiacciaio Wilkinson                                     | 66°50′S 66°20′W        |              |              |
| Ghiacciaio Willey                                        | 70°25′S 67°50′W        |              |              |
| Flusso di ghiaccio Williams                              | 73°15′S 88°27′W        | 24           |              |
| Ghiacciaio Williamson                                    | 66°40′S 114°06′E       |              |              |
| Ghiacciaio Wilma                                         | 67°12′S 56°00′E        |              |              |
| Ghiacciaio Wirdnam                                       | 78°25′S 162°02′E       |              |              |
| Ghiacciaio Wood                                          | 72°29′S 166°42′E       | 16           |              |
| Ghiacciaio Woodbury                                      | 64°47′S 62°20′W        |              |              |
| Ghiacciaio Wotkyns                                       | 86°04′S 131°25′W       |              |              |
| Ghiacciaio Wright Inferiore                              | 77°25′S 163°00′E       |              |              |
| Ghiacciaio Wubbold                                       | 69°20′S 71°35′W        | 15           |              |
| Ghiacciaio Wulfila                                       | 62°33′S 59°45′W        | 2            | 3            |
| Ghiacciaio Wyatt                                         | 68°18′S 66°10′W        | 11           |              |
| Ghiacciaio Wylde                                         | 73°32′S 166°42′E       | 15           |              |
| Ghiacciaio Yablanitsa                                    | 62°57′S 62°31′W        | 1,8          |              |
| Ghiacciaio Yakoruda                                      | 62°28′S 59°57′W        | 2,5          | 3,5          |
| Ghiacciaio Yamato                                        | 71°25′S 35°35′E        | 11           | 10           |
| Ghiacciaio Yamen                                         | 77°38′20″S 85°31′00″W  | 10           | 4            |
| Ghiacciaio Yancey                                        | 80°14′S 158°30′E       | 15           |              |
| Ghiacciaio Yates                                         | 70°49′S 62°12′W        | 4,8          |              |
| Ghiacciaio Yeats                                         | 85°01′S 175°00′W       | 13           |              |
| Ghiacciaio Yoder                                         | 75°07′S 114°24′W       | 4,8          |              |
| Ghiacciaio Young                                         | 78°04′S 84°49′W        | 13           |              |
| Ghiacciaio Yozola                                        | 69°27′S 71°24′W        | 5            |              |
| Ghiacciaio Zaneveld                                      | 85°26′S 176°25′W       |              |              |
| Ghiacciaio Zapol                                         | 78°35′S 85°51′W        |              |              |
| Ghiacciaio Zavera                                        | 64°06′S 58°52′W        | 18           | 16           |
| Ghiacciaio Zaychar                                       | 64°31′S 60°20′W        | 7,5          | 2,7          |
| Ghiacciaio Zefiro                                        | 69°28′S 68°36′W        | 13           |              |
| Ghiacciaio Zélée                                         | 66°52′S 141°10′E       | 11           | 6            |
| Ghiacciaio Zeller                                        | 80°55′S 156°30′E       | 16           |              |
| Ghiacciaio Zenith                                        | 71°52′S 163°45′E       |              |              |
| Ghiacciaio Zetland                                       | 78°01′S 163°49′E       |              |              |
| Ghiacciaio Zhenda                                        | 77°53′S 86°00′W        | 8            | 4,8          |
| Ghiacciaio Zheravna                                      | 62°33′S 59°41′W        | 1,8          | 2            |
| Ghiacciaio Zimzelen                                      | 64°27′S 61°18′W        | 3,7          |              |
| Ghiacciaio Zinberg                                       | 72°21′S 96°04′W        |              |              |
| Ghiacciaio Zlokuchene                                    | 64°51′S 61°00′W        | 13           | 3,5          |
| Ghiacciaio Znosko                                        | 62°06.3′S 58°28′W      | 2,1          |              |
| Ghiacciaio Zoller                                        | 77°53′S 162°18′E       |              |              |
| Ghiacciaio Zonda                                         | 69°33′S 68°30′W        | 13           |              |
| Ghiacciaio Zotikov                                       | 85°02′S 169°15′W       | 13           |              |
| Ghiacciaio Zuniga                                        | 74°34′S 111°51′W       |              |              |